# Dolichowithius longichelifer
Dolichowithius longichelifer är en spindeldjursart som först beskrevs av Luigi Balzan 1887.  Dolichowithius longichelifer ingår i släktet Dolichowithius och familjen Withiidae. Inga underarter finns listade i Catalogue of Life.